# Kevin Burnham
Kevin Lobdell Burnham (* 21. Dezember 1956 in New York City; † 27. November 2020) war ein US-amerikanischer Segler.

## Erfolge
Kevin Burnham nahm dreimal an Olympischen Spielen in der 470er Jolle teil. Mit Morgan Reeser gewann er bei seinem Olympiadebüt 1992 in Barcelona sogleich die Silbermedaille, als sie mit 66,7 Punkten knapp vor Tõnu und Toomas Tõniste mit 68,7 Punkten und hinter den Spaniern Jordi Calafat und Francisco Sánchez Zweite wurden. 1996 in Atlanta belegten Burnham und Reeser den achten Platz. Bei den Olympischen Spielen 2004 ging er mit Paul Foerster an den Start. Mit 71 Punkten behaupteten sie sich vor den Briten Nick Rogers und Joe Glanfield und wurden Olympiasieger. Er war ein vielseitiger Segler, der auch an zahlreichen Hochseeregatten teilnahm, wie etwa der Sydney-Hobart-Regatta.
Am 27. November 2020 starb er an den Folgen einer Lungenerkrankung.